# Florencio Sanchidrián
Florencio Sanchidrián (El Fresno, Ávila, 19 de febrero de 1962) es un cortador profesional de jamón ibérico, designado Embajador Mundial del jamón ibérico por la Academia Internacional de Gastronomía y considerado el mejor Cortador de Jamón a nivel internacional
Ha cortado jamón en el banquete de boda de los Príncipes de Asturias en 2004 y en muchas ediciones consecutivas de las carreras de Fórmula 1. Algunas de las personalidades para los que ha preparado y servido las piezas son Barack Obama, el rey Juan Carlos I, Rafael Nadal, Robert De Niro, Al Pacino, Benedicto XVI, Papa Francisco, Silvio Berlusconi, Tony Blair, George Bush o Richard Gere.
Sus labores como defensor de la cultura gastronómica española y de promoción del jamón ibérico por todo el mundo le han llevado a obtener grandes reconocimientos culturales, en el ámbito de las letras y del deporte a nivel nacional e internacional. Actualmente, forma parte de la Selección española de cocina profesional. 

## Biografía
Florencio Sanchidrián nació en la localidad abulense de El Fresno. Después de regentar locales de hostelería y restauración, se trasladó a Barcelona donde perfeccionó la técnica en el corte del jamón. Después, se profesionalizó en Badajoz, Monasterio, Sevilla y comenzó a tener varios galardones nacionales e internacionales. En 1986, ganó su primer premio en un concurso de corte de jamón. 
En 1992, cortó piezas de jamón en la Exposición Universal de Sevilla durante seis meses. Un año más tarde, se recluyó once días en un convento con cinco piezas de jamón con la intención de descubrir todos los secretos de un jamón y convertirse en un gran cortador. Desde ese momento, con una filosofía renovada, pudo ejercer su oficio en grandes eventos, algunos de ellos celebrados en el Teatro Real. A medida que su popularidad iba aumentando, sus servicios empezaron a ser solicitados en más países del mundo.
En 2004 fue designado Embajador Mundial del jamón ibérico en París por la Academia Internacional de Gastronomía. Ese mismo año, le contrataron para servir a los invitados en la boda de los Príncipes de Asturias. También ha trabajado en los boxes de la Fórmula 1, en galas de los premios Óscar y en grandes eventos de los casinos de Las Vegas y Macao. Ha colaborado además con los chefs Juan Mari Arzak, Ferrán Adriá o Salvador Gallego y ha recibido reconocimientos internacionales en Lisboa, París o Madrid, entre otras muchas ciudades europeas.
En 2013, el diario The New York Times le definió como la ‘estrella del rock’ del jamón. El cortador abulense fue el encargado de rebanar y servir el primer jamón ibérico que entró en Estados Unidos.
Actualmente, tras 30 años de profesión como maestro cortador de jamón, recorre los cinco continentes dos veces al año y ha cortado más de 30.000 jamones. Además, imparte varias masterclasses al año, regenta su empresa Real Jamón y se encarga de seleccionar los secaderos de jamón para la Guía Repsol.
El cortador que identifica “siete sabores” en cada jamón ha definido el producto como el “número uno en la gastronomía mundial”. Su labor de promoción de la cultura española a través de este producto ibérico le ha valido numerosos galardones y reconocimientos. 

## Premios y reconocimientos
- Embajador Mundial del Jamón Ibérico, por la Academia Internacional de Gastronomía
- Reconocimiento como uno de los abulenses más universales en el mundo de la hostelería, por Confederación Abulense de Empresarios (CONFAE) y el Ayuntamiento de Ávila
- Pregonero de las fiestas de Santa Teresa de Ávila y nombrado embajador del Patrimonio Abulense, en 2010[8]
- Galardón de la X Edición de los Premios Alcazaba, en 2014[9]
- Medal of Honour of World Gastronomy Institute 2019